# 贾罗德·萨尔塔拉马基亚
贾罗德·史考特·萨尔塔拉马基亚（Jarrod Scott Saltalamacchia，1985年5月2日—）出生于美国佛罗里达州西棕榈滩，是美国职棒大联盟邁阿密馬林魚的捕手。
萨尔塔拉马基亚曾是大联盟历史上最长的名字。他也通常被称为“萨尔蒂”（Salty）。

## 棒球生涯
萨尔塔拉马基亚毕业于皇家棕榈滩高中，并在2003年大联盟选秀大会上被亚特兰大勇士在第一轮选中。

### 亚特兰大勇士

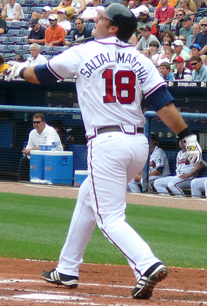
6月5日，在亚特兰大勇士效力期间的萨尔塔拉马基亚

萨尔塔拉马基亚在来到勇士队的第一个小联盟赛季就表现十分出色，2006年他在高阶1A的麦尔托海滩塘鹅击出19支全垒打和81分打点，打击率达到3成14。这一年他在棒球美国杂志的新秀评选中名列第18位。
2007年萨尔塔拉马基亚升上2A的密西西比勇士，在这仅有22场比赛中他打出7支全垒打，打击率3成73。
在22岁生日那天，萨尔塔拉马基亚接到球团通知，升上大联盟，取代受伤的布莱恩·麦肯。5月6日，他在对洛杉矶道奇比赛的第六局中击出生涯首支安打，并在随后的一局打回生涯的首分打点，这同时也是当场比赛的制胜打点。5月27日，他从费城费城人的科尔·汉梅尔斯手中击出职业生涯的首支全垒打。6月26日，他完成了生涯首次单场双响炮，两支全垒打都是从华盛顿国民的投手迈克·贝西克（Mike Bacsik）手中击出。
由于布莱恩·麦肯和球队签下长约，因此勇士队寻求将萨尔塔拉马基亚交易出去。作为一名左右开弓的强棒捕手，他引起了大联盟几乎所有球队的兴趣，最终在7月31日大联盟交易截止日前，萨尔塔拉马基亚和埃尔维斯·安德鲁斯（Elvis Andrus）、内夫塔利·费利兹（Neftali Feliz）、马特·哈里森（Matt Harrison）、博·琼斯（Beau Jones）被球队一起送到德州游骑兵，交换马克·塔克薛拉和罗恩·马贺伊（Ron Mahay）。
在为勇士效力的47场比赛中，萨尔塔拉马基亚击出4支全垒打和12分打点，打击率为2成84。

### 德州游骑兵
来到德州游骑兵后，萨尔塔拉马基亚的号码变成25号。2007年8月1日，在代表游骑兵的第一场比赛中，他打回两分打点。8月22日，他单场双响炮，打回7分打点，帮助球队以30比3创造历史的比分击败巴尔的摩金莺。
在游骑兵的第一个赛季，萨尔塔拉马基亚一共为球队出场46次，击出7支全垒打和21分打点，打击率2成51。
随后的几个赛季萨尔塔拉马基亚发展并不顺利，2008年被杰拉尔德·莱尔德（Gerald Laird）抢走先发捕手的位置，开季阶段还曾因此回到小联盟，一个月后才重新升回大联盟。
2009年萨尔塔拉马基亚出场84次，击出9支全垒打和34分打点，打击率2成33。他在8月15日由于肩伤进入伤病名单，并在9月份动了手术。
2010年萨尔塔拉马基亚在打了两场比赛后就进入伤病名单。4月27日开始在小联盟进行复健赛，他仍然面临很大的问题，甚至连最简单地将球传回给投手都有困难。

### 波士顿红袜
2010年7月31日，游骑兵队在交易截止日最後一天将萨尔塔拉马基亚送到波士顿红袜，交换三名小联盟球员。

## 私人生活
萨尔塔拉马基亚的妻子阿什莉曾是他就读过的高中的一名老师（比他大10岁），但并没有教过他。他们拥有两个女儿西德妮和亨特，分别于2006年12月27日和2007年12月出生。
凯森·加伯德（Kason Gabbard）是他儿时的好友，巧合的是他们同在2007年7月31日从不同的球队被交易到德州游骑兵。
萨尔塔拉马基亚身上共有七处纹身。他两只手的前臂上分别纹有他两个女儿的名字，西德妮和亨特。左上臂则纹有他自己的名字“萨尔蒂”，左手无名指也有一个纹身，代表他和妻子阿什莉的婚姻。